# Massacres and Matinees
"Massacres and Matinees" es el segundo episodio de la cuarta temporada de la serie de televisión antólogica American Horror Story, se estrenó el 15 de octubre de 2014 por el canal estadounidense de cable FX. Fue escrito por Tim Minear, y dirigido por Alfonso Gomez-Rejon.
En este episodio, se impone un toque de queda en Júpiter, mientras la policía investiga el Espectáculo de Freaks cuando sospechan que un policía fue asesinado en el lugar.

## Trama
En una tienda de juguetes, un empleado (David Simpson) ve un juguete de cuerda dejando un rastro de sangre a la habitación de al lado, mientras Twisty (John Carroll Lynch) se esconde contra una pared sin ser visto. El empleado sigue el rastro de sangre hasta la cabeza cortada de su empleador (Tony Bentley) antes de ser apuñalado en el cuello y decapitado por Twisty.
En el campamento de Elsa, la policía llega y aplica un toque de queda que afectará los negocios. Bette y Dott (Sarah Paulson) le confirman a Elsa (Jessica Lange) la historia de que el asesino de su madre coincide con la descripción de los demás. Durante la cena, Jimmy (Evan Peters) va a desenterrar el cadáver del detective con Eve (Erika Ervin), que encuentra la placa del oficial y se la da a Jimmy. Ethel (Kathy Bates) observa que su exesposo Dell Toledo (Michael Chiklis) (quien es el padre de Jimmy) y su nueva esposa Desiree (Angela Bassett) llegan con un remolque al campamento. Los dos habían estado con un grupo de Chicago durante los últimos seis años, pero ahora están huyendo porque Dell mató a un hombre que estaba teniendo relaciones sexuales con Desiree. Desiree revela que es una hermafrodita con tres pechos y genitales masculinos y femeninos. Ethel más tarde visita a Dell y le dice que no es bienvenido, ya que Dell intentó matar a Jimmy cuando era un bebé. Dell afirma que Elsa lo ha delegado como su nuevo segundo al mando.
Durante la cena, Dandy (Finn Wittrock) se enoja por su aburrimiento constante y se aleja de su casa. Más tarde, mientras conduce, su madre Gloria (Frances Conroy) se encuentra con Twisty en la carretera y le pide que venga a entretener a Dandy, ya que ella le pagará generosamente. Dandy habla con Jimmy y suplica unirse al espectáculo, pero Jimmy le dice que sin una deformidad, no lo hará bien. Gloria le presenta a Dandy al Payaso Twisty. Dandy fisgonea en una bolsa que tiene Twisty hasta que Twisty golpea a Dandy y sale corriendo. Corey (Major Dodson) y Bonnie (Skyler Samuels) intentan escapar pero Twisty regresa al autobús. Él entra en su jaula y Bonnie lo golpea con una tabla de madera con un clavo y escapan, desmontando la máscara de Twisty en el proceso, revelando que su mandíbula inferior falta y que esencialmente no tiene labios ni boca. Bonnie se encuentra con Dandy, que ha seguido a Twisty, y le pide ayuda. Dandy la regresa con Twisty, quien atrapó a Corey, mientras los cuatro entran al autobús.
En el escenario principal durante un ensayo, Bette intenta cantar pero falla horriblemente. Elsa insiste en que no necesitan un talento, ya que tienen dos cabezas. Jimmy sugiere que Dot cante, y ella canta bellamente la canción "Dream a Little Dream of Me". Dell insiste en que hay que realizar matinés (actuar de día) para evitar el toque de queda, pero Elsa rechaza la idea. Jimmy lleva algunos de sus compañeros freaks al restaurante, deseando que los atiendan, ya que los clientes disgustados se quejan o se van. Paul (Mat Fraser) toma un plato que dejó otra persona, pero la camarera (Mariana Vicente) se niega a dejar que se lo coma. Dell, enojado, saca a Jimmy y lo golpea en la calle, molesto porque la compañía ha dado un "free show" (show gratuito) en el restaurante en vez de un "freak show" por el que la gente pague para ver a los freaks. De vuelta en el campamento, Elsa ha cambiado de opinión y le permite a Dell presentar el espectáculo de freaks ya que cree que es bueno mantenerlo cerca. Dell presenta a Meep (Ben Woolf), quien muerde la cabeza de un pollo, seguido por Dot, quien canta "Criminal" de Fiona Apple con Bette en las voces de respaldo. La multitud reacciona cálidamente mientras Elsa observa desde un lado, claramente celosa.
La policía regresa para buscar en el campamento luego de recibir un aviso anónimo (dado por Jimmy)  de que Dell está involucrado en la desaparición del detective. Jimmy intentó inculpar a Dell colocando la placa del detective fallecido en su remolque, pero Dell la colocó debajo de la cama de Meep. Meep es arrestado y lanzado a una celda con gente local enojada con los freaks. Elsa visita a Bette, que está molesta porque no pudo ser la estrella que es su hermana. Elsa le dice que la multitud la verá como la estrella pronto. Elsa dice que Bette no debe permitir que Dot le robe el estrellato y le desliza un cuchillo debajo de la almohada.
Un borracho Jimmy es despertado por Ethel. Jimmy está molesto porque inculparon a Meep y se culpa a sí mismo. Ethel le dice que debe mantenerse alejado de Dell. Jimmy dice que confesará para liberar a Meep, pero cuando sale de la tienda, desde una camioneta arrojan el cadáver de Meep a los pies de Jimmy, que grita de dolor mientras los demás freaks lo rodean.

## Recepción e índices de audiencia

### Recepción
El episodio ha recibido críticas positivas de los críticos. Erik Adams de The A.V. Club le dio al episodio una calificación de B, diciendo: "Siguiendo el color monocromo limpio y sin brillo de Coven, los colores llamativos y la suciedad de tres anillos de Freak Show son refrescantes". Matt Fowler, de IGN, le dio al episodio una calificación de 8.0 / 10, escribiendo: "El payaso sigue siendo espantoso, Dandy todavía está mimado y siniestro, y la introducción de Dell ahora trae una nueva lucha de poder a la serie. Todos los pasos en el dirección correcta." Muchos otros críticos elogiaron la introducción de los personajes de Michael Chiklis y Angela Bassett, así como las historias de Twisty y Dandy.

### Índices de audiencia
El episodio fue visto por 4.53 millones de espectadores con una participación de 2.3 en edades de 18–49, una baja de 0.8 millones en comparación con el episodio anterior. Fue el show de cable de mayor audiencia de la noche.